# Football Club Locarno
Il Football Club Locarno, meglio noto come Locarno, è una società calcistica svizzera con sede nella città di Locarno. Milita nella Seconda Lega interregionale, la quinta divisione del campionato svizzero.

## Storia

### Genesi
L'FC Locarno nasce il 1º luglio, grazie all'iniziativa di un gruppo di giovani svizzero-tedeschi, tra i quali troviamo Hermann Keller (che è da considerare come il più attivo), Theophil Marthaler, Enrico Schürch, Edoardo Scheu ed Emil Plattner; unico elemento locale è Ulisse Lesnini. All'inizio la compagine non dispone di un terreno e improvvisa le sue sgambate nei vari prati della città; la prima maglia ufficiale è a strisce verticali bianche e blu, ispirata alla casacca dei Blue Stars di Zurigo.
La costituzione ufficiale arriva l'anno successivo; infatti all'inizio del 1907, e più precisamente il 16 febbraio, su "Il Dovere" si legge il seguente trafiletto: "Si è costituita fra i nostri giovani tedeschi e soci ginnasti una società per giocare al football. Le gare inizieranno ai Saleggi, appena la "Signora neve" si deciderà di cedere il campo. Alla nuova società gli auguri di vita florida e lunga...".
I primi anni non sono però facili, visto che dopo l'entusiasmo iniziale si assiste a una pausa che blocca l'attività dal 1910 al 1911. 

### Gli anni della A
Tornato in Serie A, già saltuariamente frequentata in precedenza, alla fine della stagione 1944-1945, l'FC Locarno conserva il posto nella massima categoria sino al 1953, con, come apice, la qualificazione per la finale della Coppa Svizzera nel 1951, dopo un combattutissimo spareggio contro l'AC Bellinzona, finale giocata a Berna davanti a 22'000 spettatori, nella quale soccombe all'FC La Chaux-de-Fonds, impostosi 3 a 2.

### Un quarto di secolo d'anonimato
Retrocesse nel 1955 in Prima Lega, la terza categoria, le bianche casacche rimangono in quel purgatorio per 26 stagioni consecutive, alternando tentativi di risalita, a volte falliti di un nulla, a periodi di basso profilo. Il riscatto, di cui gran merito va al condottiero Rolf Blättler nella doppia veste di giocatore-allenatore e al cannoniere Mileta Rnic (ex Arminia Bielefeld), è datato 1981: il sigillo sul sofferto ritorno in B è posto il 23 giugno a Näfels, dove va in scena una decisiva disfida, vinta col risultato di 2 a 1, contro l'FC Altstätten. 

### Dagli anni ottanta al terzo millennio
L'ultimo scorcio di XX secolo è caratterizzato da una permanenza quasi continua in Lega Nazionale B, interrotta da un'ultima promozione nell'élite e da due retrocessioni in Prima Lega.
La stagione 1985-1986, conclusa con il ritorno in Lega Nazionale A, vede i bianchi trionfare con 96 reti segnate in sole 30 partite, 24 delle quali, tutte realizzate su azione manovrata (ai rigori ci pensa l'ex Monaco 1860 Paul Schönwetter!), recanti la firma del cecchino Winfried "Winnie" Kurz.
Tra la metà degli anni ottanta e i primi anni novanta la società investe importanti capitali per assicurarsi giocatori di fama internazionale, alcuni dei quali con presenze nella nazionale del loro paese: fra questi si citano il tedesco Kurt Niedermayer (ex Bayern Monaco e VfB Stoccarda) e gli argentini Gustavo Costas (ex Racing Club) e Juan Alberto "Beto" Barbas (ex Racing Club, Real Saragozza e Lecce). 
Avvisaglia di un nuovo tribolato ciclo, a fine campionato 2007-2008 il Locarno, allenato dapprima da Arno Rossini e poi da Paul Schönwetter, riesce a salvarsi per il rotto della cuffia dopo aver quasi costantemente bazzicato il fondo della classifica.
Dal 2008–2009 al 2012-2013 il posto nella cadetteria viene mantenuto soprattutto grazie a demeriti e sventure altrui (leggi retrocessioni a tavolino di Gossau, La Chaux-de-Fonds e Bellinzona) e all'inserimento (2010-2011) di ancora sconosciuti quanto provvidenziali frombolieri del calibro di Armando Sadiku.
Dopo anni di stenti, la retrocessione in Promotion League si concretizza nel 2014 e la società passa di mano. Il gruppo d'investitori subentrante, riunito attorno all'ex giocatore Michele Nicora, fatica tuttavia a mantenere a galla la squadra e il triplice cambio d'allenatore (a Paul Schönwetter succedono il direttore sportivo Kazik Nicolò, a interim, quindi Winfried Kurz e poi Marco Ragini), non basta per evitare il tonfo in Prima Lega.

### La bancarotta e la risalita
Le porte della Seconda Lega Interregionale -mai così in basso in 111 anni di storia- si spalancano dopo appena una stagione di tregua. Nel gennaio del 2018 il club fallisce.
La squadra, dopo essere stata rilevata dal veterinario Mauro Cavalli, risale fino alla seconda Lega. Nel 2023 Cavalli vende la società alla holding North Sixth Group di Matt Rizzetta, già proprietaria di vari club calcistici minori.

## Cronistoria
Legenda: 
- Divisione Nazionale A=1º livello
- Divisione Nazionale B=2º livello
- Promotion League=3º livello
- Prima Lega=4º livello
- Seconda Lega Interregionale=5º livello
- Seconda Lega=6º livello
- Terza Lega=7º livello
- Quarta Lega=8º livello
- Quinta Lega=9º livello

## Stadio
Il Locarno gioca le partite casalinghe allo stadio del Lido. Inaugurato nel 1933, radicalmente ristrutturato tra novembre del 1986 e dicembre dell'anno successivo (progetto dell'architetto Fiorenzo Tresoldi), aveva una capienza di 11-12.000 spettatori (1.000 in tribuna, gli altri sugli spalti), ora ridotta in ossequio alle nuove norme di sicurezza. Le dimensioni del terreno di gioco sono di 105 per 68 m.

## Allenatori
Di seguito la cronologia degli allenatori.
- 1939-1943  Fernand Jaccard
- 1952-1953  István Szobel
- 1953-1954  Karl Durspekt
- 1959-1960  Luigi Miconi
- 1962-1963  Sebastiano Buzzin
- 1967-1969  Norbert Eschmann
- 1979-1983  Rolf Blättler
- 1983-1986  Toni Chiandussi
- 1987-1988  Václav Halama
- 1988-1992  Roberto Morinini
- 1992-1993  Fabio Chiappa
- 1993-1994  Gabet Chapuisat
- 1994-1995  Francesco Monighetti
- 1995-1999  Paul Schönwetter
- 1999-2000  Pierluigi Tami
- 2000-2001  Jørn Andersen
- 2002-2005  Giorgio Donati
- 2005-2005  Roberto Chiappa
- 2005-2008  Arno Rossini
- 2008-2009  Paul Schönwetter
- 2009-2010  Livio Bordoli
- 2010-2012  Davide Morandi
- 2012-2014  Stefano Maccoppi
- 2014-2014  Paul Schönwetter
- 2014-2014  Winfried Kurz
- 2015-2015  Roberto Chiappa
- 2016-2017  Luigi Tirapelle
- 2017-oggi  Remy Frigomosca

## Palmarès

### Competizioni nazionali
- Campionato di Promozione: 1

1929-1930
- Campionato di Lega Nazionale B: 2

1944-1945, 1985-1986
- 1ª Lega: 2

1999-2000, 2003-2004

### Altri piazzamenti
- Coppa Svizzera:

Finalista: 1950-1951
Semifinalista: 1933-1934, 1942-1943, 1946-1947, 1986-1987
- Challenge League:

Terzo posto: 1931-1932 (girone ovest), 1940-1941 (girone est), 1943-1944 (girone est)

## Statistiche e record

### Partecipazione alle coppe
| Competizione   | Partecipazioni | Debutto   | Ultima stagione |
| -------------- | -------------- | --------- | --------------- |
| Coppa Svizzera | 72             | 1926-1927 | 2017-2018       |

## Tifoseria
Le bianche casacche sono sostenute da due gruppi di tifoseria organizzata: il Pardo Club, dal 1981, e la Cirrosi Epathica, gruppo ultras nato nel 2005

## Organico

### Rosa 2017-2018
Rosa aggiornata al 21 agosto 2017.
| N. |                     | Ruolo | Calciatore              |
| -- | ------------------- | ----- | ----------------------- |
| 1  | Svizzera (bandiera) | P     | Fabian Schönwetter      |
| 2  | Italia (bandiera)   | D     | Stefano De Giambattista |
| 3  | Svizzera (bandiera) | D     | Lionel Chiandussi       |
| 3  | Svizzera (bandiera) | C     | Velibor Simić           |
| 4  | Italia (bandiera)   | D     | Marco Perazzo           |
| 5  | Italia (bandiera)   | D     | Loris Zicardi           |
| 7  | Italia (bandiera)   | A     | Cristian Lamanna        |
| 8  | Croazia (bandiera)  | C     | Mario Zupčić            |
| 11 | Croazia (bandiera)  | A     | Josip Zivko             |
| 13 | Algeria (bandiera)  | D     | Hemza Mihoubi           |
| 15 | Albania (bandiera)  | A     | Erolind Osmani          |

| N. |                     | Ruolo | Calciatore       |
| -- | ------------------- | ----- | ---------------- |
| 16 | Italia (bandiera)   | D     | Gianluca Marra   |
| 17 | Serbia (bandiera)   | A     | Stefan Matić     |
| 18 | Italia (bandiera)   | C     | Pino Facundo     |
| 20 | Italia (bandiera)   | D     | Luca Giaccari    |
| 21 | Svizzera (bandiera) | D     | Davide Rodriguez |
| 22 | Marocco (bandiera)  | C     | Fahd El Bahja    |
| 23 | Kosovo (bandiera)   | C     | Shemsedin Idrizi |
| 27 | Svizzera (bandiera) | P     | Mario Lulić      |
| —  | Italia (bandiera)   | A     | Mattia Maruccia  |
| —  | Italia (bandiera)   | A     | Kevin Pollini    |
| —  | Ucraina (bandiera)  | D     | Ivan Traykovski  |